# 杉山龍
杉山龍（學名："Sugiyamasaurus"）是蜥腳下目恐龍的一屬，有可能是圓頂龍科，生存於上白堊紀的日本。杉山龍是由大衛·蘭伯特（David Lambert）在1990年提出的。由於牠並沒有經過正式研究的敘述、命名，杉山龍目前是一個無資格名稱。杉山龍的化石是在日本福井縣的勝山市發現，只有一些匙狀牙齒化石。

## 外部連結
- "Sugiyamasaurus" in the Dinosaur Encyclopedia （页面存档备份，存于） at DinoRuss' Lair